# Ophioperla koehleri
Ophioperla koehleri är en ormstjärneart som först beskrevs av Bell 1908.  Ophioperla koehleri ingår i släktet Ophioperla och familjen fransormstjärnor. Inga underarter finns listade i Catalogue of Life.